# Geschichte der Eisenbahn in Thailand
Die Geschichte der Eisenbahn in Thailand umfasst die organisatorischen und technischen Entwicklungen des Eisenbahnverkehrs auf dem Gebiet des Königreiches Thailand vom 19. Jahrhundert, damals noch Siam bis zur Gegenwart. Sie begann mit der Eröffnung der Bahnstrecke Bangkok–Samut Prakan (Paknam) am 11. April 1893.

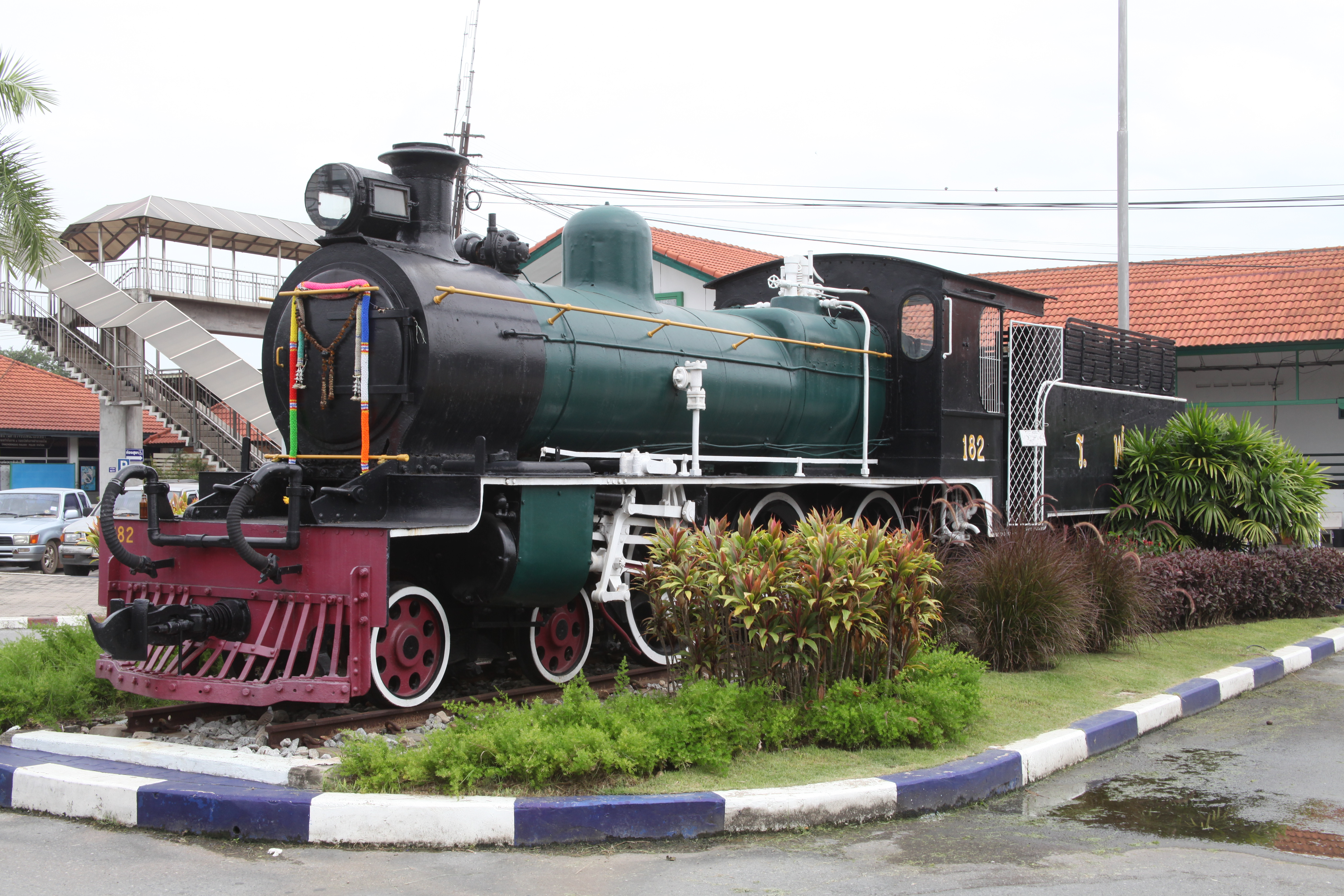
Denkmallokomotive vor dem Bahnhof Chachoengsao

## Vorgeschichte
Erste Eisenbahnprojekte, die ab den 1840er Jahren diskutiert wurden, zielten auf eine Verbindung des damals britischen Burma (heute Myanmar) mit dem chinesischen Markt, die aus Gründen des zugänglicheren Geländes über den Norden Siams geführt werden sollte, ein Projekt, das bis in die 1880er Jahre in verschiedenen Variationen betrieben, aber nie verwirklicht wurde. Ein zweites, früh diskutiertes Eisenbahnprojekt war, den Isthmus von Kra, die schmalste Stelle der malaiischen Halbinsel mit einer Eisenbahn zu queren, weil sich der schon seit dem 17. Jahrhundert angedachte Kra-Kanal als technisch undurchführbar erwiesen hatte. Da die Briten aber um die Bedeutung von Singapur fürchteten, wurde auch diese Eisenbahn nicht gebaut, obwohl die siamesische Regierung 1859 zugestimmt hatte.
Der siamesische König erhielt 1856 als Geschenk von Königin Victoria eine Modelleisenbahn, die heute im Nationalmuseum Bangkok ausgestellt ist. 1871 nutzte König Chulalongkorn der Große (Rama V.), der seit 1868 regierte, erstmals selbst bei Staatsbesuchen in Java und Britisch-Indien Eisenbahnen. Die niederländische Kolonialverwaltung hatte 1864 auf Java die erste Eisenbahn Südostasiens in Betrieb genommen.

## Erste Projekte
In den 1880er Jahren erteilte die siamesische Regierung verschiedenen privaten Konsortien Konzessionen für den Bau von Eisenbahnen. Diese Konsortien erwiesen sich aber in der Mehrzahl als spekulative Unternehmen, die nie auch nur zum Baubeginn für die ihnen konzessionierte Strecke kamen. Letztendlich ging die erste betriebsfähige Eisenbahn aber gleichwohl aus einer solchen privat finanzierten Initiative hervor: Am 11. April 1893 wurde die meterspurige Strecke Bangkok–Samut Prakan (Paknam) durch den König eröffnet. Schon den ersten Spatenstich für die Bauarbeiten hatte er 1891 persönlich vorgenommen.

## Staatsbahn
Die Aktivitäten zum Bau eines Eisenbahnnetzes wurden zunächst im Außenministerium koordiniert, da die gesamte Technologie und das Wissen, das erforderlich war, nur aus dem Ausland importiert werden konnte. 1890 wanderte die Zuständigkeit zum Ministerium der öffentlichen Arbeiten, wo sie als „Königliche Eisenbahnabteilung“ / Royal Railway Department (RRD) organisiert wurde.
Die Regierung erteilte 1888 Sir Andrew Clarke den Auftrag, Pläne für ein Eisenbahnnetz auszuarbeiten. 1890 lagen diese vor. Im November 1888 kam der Eisenbahningenieur Karl Bethge von Krupp nach Siam und bekam von der Regierung diese Pläne zur Begutachtung vorgelegt. Übereinstimmend sprachen sich beide für den Bau einer Strecke von Bangkok über Saraburi nach Korat (heute: Nakhon Ratchasima) aus. Die siamesische Regierung berief den vorher im Deutschen Kaiserreich zum königlich-preußischen Baurat beförderten Bethge in den Staatsdienst. Er wurde 1890 auch Chef des RRD. Dies war ein außenpolitischer Schritt, um die Neutralität zwischen den benachbarten konkurrierenden Kolonialmächten Großbritannien (Indien, Burma, Malaya, Singapur) und Frankreich (Indochina) und damit die Unabhängigkeit von Siam zu bewahren.

## Nordost-Bahn
1891 wurde durch Gesetz die Nakhon Ratchasima Railway Company, deren Mehrheit beim Staat lag, mit dem Ziel errichtet, eine Eisenbahn von Bangkok nach Korat (Nakhon Ratchasima) in Normalspur mit 1435 mm zu errichten. Die Arbeiten wurden – entgegen dem Rat von Bethge – an die englische Firma Murray Campbell als günstigstem Bieter vergeben. Nach zweijähriger Vorbereitung wurde durch Proklamation von König Chulalongkorn am 9. März 1892 der Bau der Nordostbahn begonnen. Die für den ersten Spatenstich verwendeten Werkzeuge, ein reich verzierter Spaten und die dazugehörige Schubkarre, sind heute ebenfalls im Nationalmuseum Bangkok ausgestellt. Die Leitung des Baues übernahm George Murray Campbell.
Karl Bethge verpflichtete weitere deutsche Ingenieure für den Bahnbau. So wird zum Beispiel 1899 in den Amtsblättern der Preußischen Staatseisenbahnen die Stelle des stellvertretenden Werkstättenleiters der „Königlich Siamesischen Staatsbahnen“ ausgeschrieben. Hermann Gehrts (1854–1914) und Luis Weiler (1836–1918), beide von den Preußischen Staatseisenbahnen. Weiler berichtete seinem Vater, der ebenfalls Eisenbahningenieur war, in zahlreichen Briefen von seiner Arbeit. Diese sind nahezu alle erhalten geblieben und befinden sich heute im Archiv des Deutschen Museums in München.
Die Eisenbahnverwaltung kündigte zum 1. September 1896 dem englischen Unternehmen den Vertrag, da es die Bauarbeiten nicht vertragsgemäß durchführte. Die Arbeiten wurden nun in eigener Regie fortgeführt. Zugleich wurde die Nakhon Ratchasima Railway Company verstaatlicht und in eine Staatsbahnverwaltung umgewandelt. Die Strecke war zu diesem Zeitpunkt 135 Kilometer lang. Im Dezember 1896 nutzte König Chulalongkorn die Gelegenheit, mit dem Zug bis zur Betriebsspitze zu fahren. An einem überhängenden Felsen bei Kilometer 136,5 schrieb er seinen Namen auf den Felsen. Der stark verwitterte Schriftzug ist heute noch zu sehen. Am 26. März 1897 wurde der erste Abschnitt von Bangkok nach Ayutthaya eröffnet. Dieses Datum gilt heute als „offizieller Geburtstag“ der Staatsbahn. Vor Eröffnung der Eisenbahn dauerte eine Fahrt zwischen Bangkok und Korat (Nakhon Ratchasima) 5 Tage – jetzt nur noch 6 Stunden.

## Netzausbau
Am 24. Februar 1898 fasste die Regierung den Grundsatzbeschluss, alle Hauptstrecken im Land künftig als Staatsbahnen zu errichten. Karl Bethge starb 1900 an Cholera, sein Nachfolger, Hermann Gehrts, plante 1904 in den Ruhestand zu treten. Im Frühjahr 1904 erreichte deshalb Luis Weiler in Haifa, wo er am Bau der Hedschasbahn beschäftigt war, die Berufung zum Generaldirektor der siamesischen Bahnen. Als er seine Stelle antrat, war die Nordostbahn fertig gestellt.
Bei der Lieferung der Lokomotiven schnitten deutsche Firmen wie Henschel und Krupp besonders gut ab. 1909 fuhren insgesamt 49 Lokomotiven aus deutscher Produktion für die Staatsbahn. Waggons wurde aus Europa importiert.
Mit Abschluss der Arbeiten an der Nordostbahn begann die Planung unter Karl Bethge für den Streckenverlauf der Südbahn bis Phetchaburi. Die Bauarbeiten begannen im April 1900. Im Gegensatz zum bisher errichteten Eisenbahnnetz, östlich des Chao Phraya, das in Normalspur gebaut wurde, wählte die Staatsbahn hier die Meterspur, um einen späteren nahtlosen Übergang an die ebenfalls meterspurigen Bahnen in Burma und Malaya, beide damals britische Kolonien, zu erleichtern. Dies fiel umso leichter, als die Südbahn zunächst keine Schienenverbindung zum übrigen Netz erhalten konnte, da eine Brücke über den Chao Phraya noch fehlte. Die Strecke ging deshalb auch nicht vom Bangkoker Hauptbahnhof Hua Lamphong aus, sondern erhielt ihren eigenen Endbahnhof in Thonburi, den Bahnhof Thonburi. Dessen Empfangsgebäude wurde im Stil des Backsteinexpressionismus von dem deutschen Architekten Karl Siegfried Döhring entworfen.
Ein weiteres Projekt war die Ostbahn. 1901 wurde die Vermessung der Strecke angeordnet. Sowohl die Süd- als auch die Ostbahn hatten aber ein außenpolitisches Konfliktpotential: Der Süden und Westen Siams gehörten zum britischen, der Osten zum französischen Interessengebiet. Die Franzosen betrachteten einen siamesischen Bahnbau, der sich auf Indochina zubewegte, ebenfalls als Bedrohung. Als kurz darauf im Norden Siams eine Revolte ausbrach, konzentrierte der Staat seine Ressourcen deshalb zunächst auf den Bau der Nordbahn.

## Nordbahn

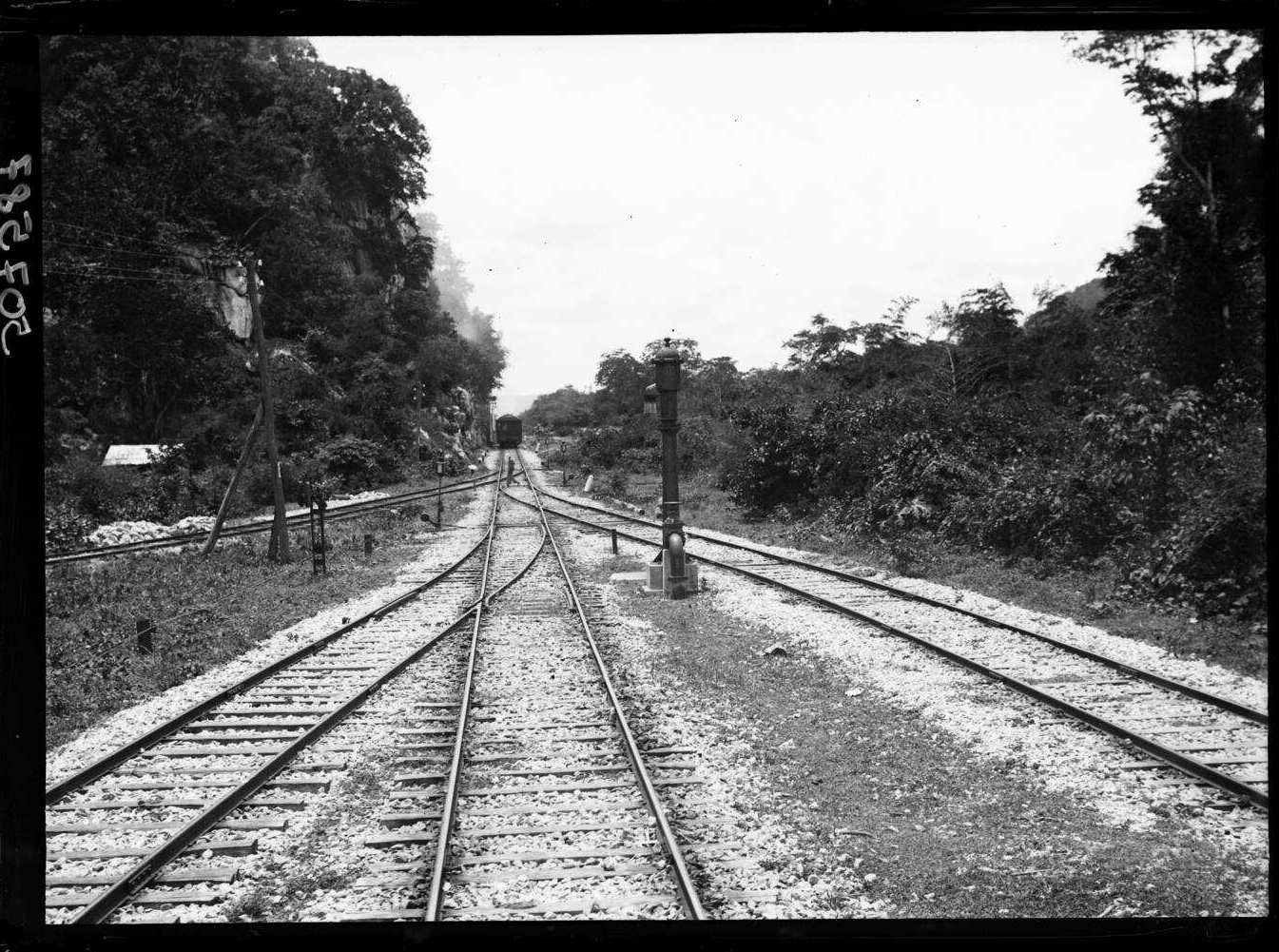
Bahnhof Chong Khae, Takhli, Nakhon Sawan in Normalspur 1912/1913

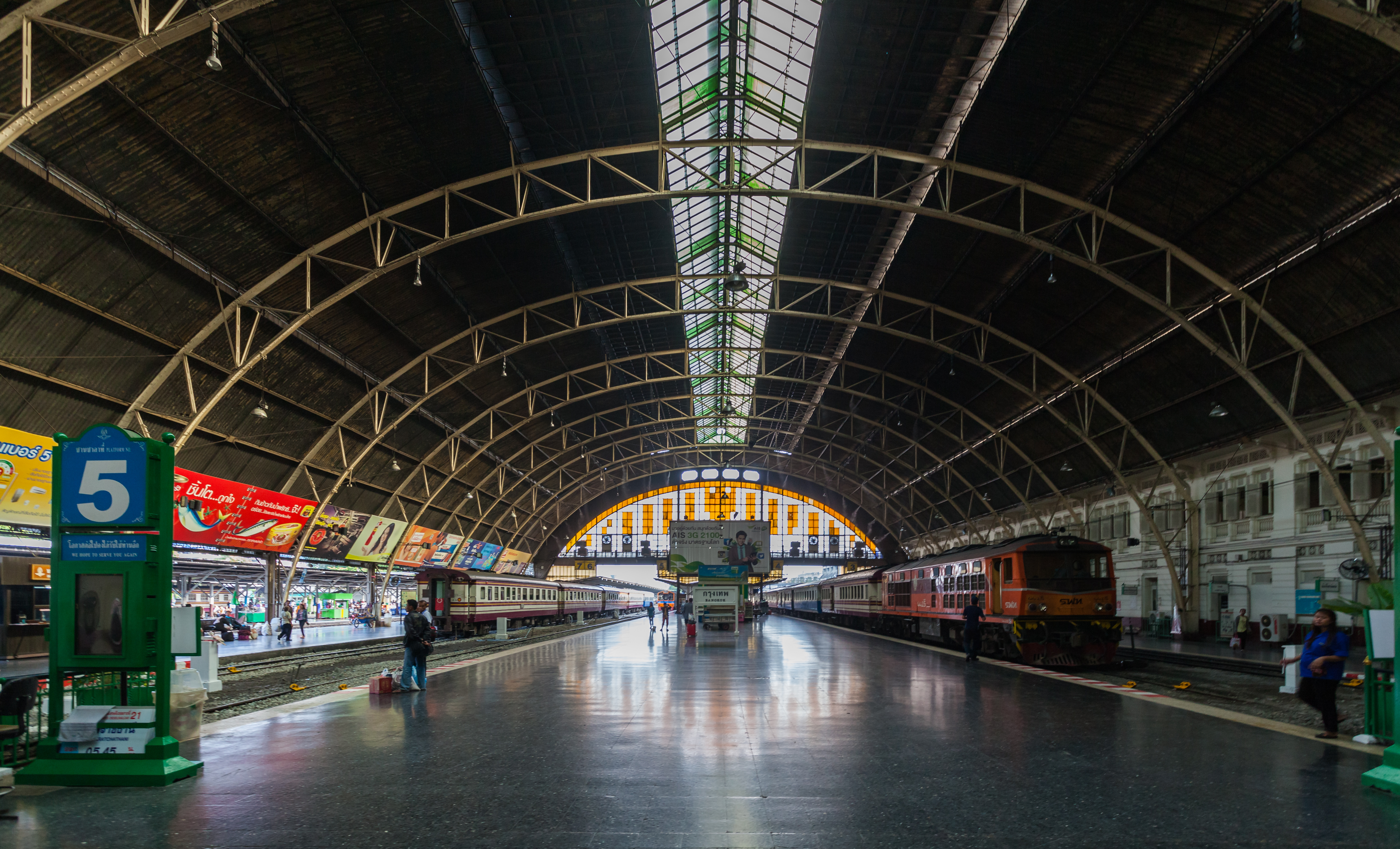
Bahnhofshalle Bangkok-Hua Lamphong

Alle Anstrengungen galten deshalb dem Bau der Nordbahn, die zudem nicht im Interessengebiet der europäischen Kolonialmächte lag. Sie wurde im Endausbau 661 Kilometer lang. Da alle Strecken von Bangkok aus kilometriert wurden und sie bis Ban Bachi Junction die bestehende Nordostbahn nutzte, weist ihr Endbahnhof die Kilometrierung 751 km auf. In den ersten Tagen des Jahres 1908 wurde sie bis Phitsanulok bei Kilometer 389 fertig gestellt. Am 11. November, dem Krönungstag, konnten weitere 67 Kilometer der Nordstrecke eröffnet werden. Somit waren nun insgesamt 844 Kilometer Strecke in Betrieb.
Zu diesem Zeitpunkt befanden sich 228 Europäer im siamesischen Staatsdienst, davon 45 Deutsche und allein 35 bei der Bahn. Für Entwurf und Bau zahlreicher damals errichteter Empfangsgebäude war der deutsche Architekt Karl Siegfried Döhring verantwortlich.
Das Land bestand nach den vorangegangenen Erfahrungen auf staatlichem Bahnbau und versuchte für den Weiterbau der Südbahn in Europa einen Kredit zu erhalten. Als das Deutsche Reich dieser Idee näher trat, beschleunigte Großbritannien seine Verhandlungen mit Siam. Es war bestrebt, den Süden – zumindest wirtschaftlich – zu beherrschen und hatte Angst vor deutschem Einfluss auf diese Bahnstrecke. Dies führte zu zwei Verträgen zwischen Großbritannien und Siam, beide unterzeichnet am 10. März 1909. Einer regelte staatsrechtliche Fragen, insbesondere Gebietsabtretungen im Süden an Malaya. Der zweite regelte den Bau der Südbahn. Mit diesem zweiten Vertrag sagte Großbritannien einen Kredit über 4 Mio. Pfund für das Projekt zu. Um jeden deutschen Einfluss auszuschalten, wurde dafür eine zweite siamesische Staatseisenbahnverwaltung unter dem Briten Henry Gittens gegründet (sie hieß ab 1913: „Southern RRD“), weil die bestehende RRD den Deutschen Karl Bethge an der Spitze hatte. Letztere hieß ab 1912 „Northern RRD“.
Im Frühjahr 1909 stellte die Regierung daraufhin den Bau der Nordbahn ein und konzentrierte die Kräfte ganz auf den Bau der Südbahn und Maßnahmen zur Verbesserung der Eisenbahninfrastruktur in Bangkok: 1910 wurde dort ein neuer Güterbahnhof eröffnet, der zugleich Umschlagbahnhof zwischen Flussschiffen und Eisenbahn war. Weiter wurde der Grundstein zum neuen Bangkoker Hauptbahnhof Hua Lamphong gelegt. Die Stahlkonstruktion der Empfangshalle stammte aus deutscher Produktion, errichtet wurde sie von einer italienischen Firma. 1916 wurde der neue Hauptbahnhof eröffnet.
Erst 1912 wurde an der Nordbahn weitergebaut. Zwischen Lampang und Chiang Mai war der 1,4 Kilometer lange Khun-Tan-Tunnel erforderlich. Dessen Erstellung leitete der deutsche Ingenieur Emil Eisenhofer. Als Eisenhofer 1962 hochbetagt starb, wurde er am Nordausgang des Khun-Tan-Tunnels beigesetzt.

## Erster Weltkrieg
Nach Beginn des Ersten Weltkriegs wurden viele deutsche Ingenieure zur deutschen Armee einberufen und mussten das Land verlassen. Das behinderte den Eisenbahnbau der Northern RRD erheblich. Beim Bau der Südbahn, unter technischer Leitung von Briten, wurden dagegen weiter gute Fortschritte erzielt.
Die Southern RRD vereinigte nach 1914 alle Meterspurstrecken, also das gesamte Netz südlich und westlich des Mae Nam Chao Phraya, die Northern RRD musste die bereits unter ihrer Leitung errichtete Meterspurlinie von Bangkok-Thonburi nach Phetchaburi an die südliche Staatsbahn abtreten. Sie betrieb nun ausschließlich das normalspurige Netz nördlich und östlich des Flusses. Dies war nicht nur technisch vernünftig, sondern auch ein politischer Balanceakt des im Ersten Weltkrieg zunächst bis 1917 neutralen Siam: Die nördliche RRD arbeitete unter dem deutschen Direktor Karl Bethgen, die südliche unter dem Briten Henry Gittens, deren Herkunftsstaaten nun Kriegsgegner waren.
Siam konnte seine anfängliche Neutralität auf Dauer nicht aufrechterhalten. Um bei Kriegseintritt auf Seite der Entente nicht in Schwierigkeiten zu geraten, wurde dieser auch hinsichtlich der Bahn präzise vorbereitet: Die verbliebenen deutschen Ingenieure und der deutsche Direktor der nördlichen Staatsbahn wurden nach der Kriegserklärung Siam an das Deutsche Kaiserreich am 22. Juli 1917 sofort verhaftet, bevor sie eine Chance hatten, die Bahn in irgendeiner Weise zu sabotieren. Unter den Internierten war auch Luis Weiler, der noch kurz zuvor mit dem Weißen-Elefanten-Orden II. Klasse ausgezeichnet worden war. 1918 vorzeitig aus der Internierung entlassen, verließ Weiler mit Genehmigung der Regierung als schwerkranker Mann das Land und starb auf der Rückreise auf einem dänischen Schiff vor der Ostküste Afrikas.
Andererseits hatte das Land kein Interesse daran, den Briten Gelegenheit zu geben, auch auf die nördliche Staatsbahn Zugriff zu nehmen. Deshalb wurde Prinz Purachatra zum Generalkommissar der am 27. Juni 1917 unter ihm vereinigten beiden Staatsbahnen ernannt. Damit wurde erstmals kein Farang an die Spitze der Staatsbahn berufen. Die nun „Royal State Railways“ (RSR) genannte Staatsbahn unterstand dem Ministerium für Kommunikation.

## Zwischenkriegszeit
Mitte der 1920er Jahre wurde die erste Diesellokomotive – bei der Schweizerischen Lokomotiv- und Maschinenfabrik in Winterthur – bestellt und einige Jahre später auch regulär eingesetzt. Seit 1928 verkehrten auch Dieseltriebwagen im Vorortverkehr von Bangkok.
In den 1920er Jahren wurde auch der Nachtverkehr und Schlafwagen eingeführt. Bis dahin wurden Fernfahrten für Übernachtungen unterbrochen. Die RSR unterhielt dafür Hotels an großen Bahnhöfen. Die Fahrzeit von Bangkok betrug damals nach Penang 31½, nach Chiang Mai 25½ Stunden.
Im September 1919 traf die Regierung den Beschluss, die beiden Spurweiten der Staatsbahn zu vereinheitlichen. Die Wahl fiel dabei zugunsten der Meterspur, auf die die normalspurigen Strecken umgespurt wurden. Dazu wurde auf den normalspurigen Strecken zunächst ein drittes Gleis in Meterspur verlegt. 1926 war das gesamte Netz in Meterspur befahrbar und das äußere Gleis für die Normalspur konnte nun abgebaut werden. Dies wurde 1929 abgeschlossen. 1930 konnte die Bahnstrecke Nakhon Ratchasima–Ubon Ratchathani, eine Verlängerung der Nordostbahn, fertig gestellt werden.
1929–1931 kamen von 28 bestellten Lokomotiven 15 von den Firmen Henschel und Hanomag. Die letzte Lieferung aus deutscher Produktion erfolgte 1936.
Neben den Hauptstrecken der Staatsbahn entstanden in der ersten Hälfte des 20. Jahrhunderts zahlreiche Klein- und Überlandstraßenbahnen. Einige dienten größeren Industrieanlagen, Bergwerken oder der Forstwirtschaft für den Güterverkehr, andere waren auch für den öffentlichen Verkehr bestimmt. Einige wurden bereits während des Zweiten Weltkriegs stillgelegt und demontiert, als ein hoher Bedarf an Eisenbahnmaterial bestand, um militärisch priorisierte Eisenbahnprojekte verwirklichen zu können. Andere stellten ihren Betrieb ein, als verstärkt Lastkraftwagen und Omnibusse Verkehrsleistungen übernahmen.

## Zweiter Weltkrieg
Nachdem das Kaiserreich Japan im Zweiten Weltkrieg 1941/1942 British Malaya, Thailand und Burma erobert hatte, arrangierte die thailändische Regierung sich mit den Besatzern und trat auf japanischer Seite in den Krieg ein.
Die japanische Generalität strebte Eisenbahnverbindungen zwischen dem Golf von Thailand und der Westküste der Malaiischen Halbinsel an, um den riskanten, von U-Booten ihrer Gegner ständig gefährdeten Transport über See um die Malaiische Halbinsel, um Singapur herum und durch die Straße von Malakka zu vermeiden. Sie wollte damit strategisch auch den Angriff auf Britisch-Indien vorbereiten. Zwei Projekte wurden unter großen menschlichen Opfern verwirklicht: die Thailand-Burma-Eisenbahn und die Bahnstrecke Chumphon–Khao Fachi über den Isthmus von Kra. Beide Strecken wurden von den siegreichen Briten als Kriegsbeute betrachtet. Letztere Strecke wurde unmittelbar nach dem Krieg von den Briten abgerissen. Von der Thailand-Burma-Eisenbahn wurden der in Thailand gelegene Streckenabschnitt teilweise die Gleise entfernt sowie bis Nam Tok Sai Yok Noi an Thailand verkauft und die bis heute durch die Staatsbahn u. a. für touristische Zwecke betrieben wird.
In der Endphase des Zweiten Weltkriegs wurden viele Strecken und Eisenbahnanlagen durch Luftangriffe der Alliierten stark beschädigt.

## Nachkriegszeit
Große Teile des Streckennetzes mussten in den folgenden Jahren komplett neu errichtet werden. Dies erfolgte nach der durch den Kalten Krieg geänderten politischen Lage nun mit der Unterstützung der USA. Auch Streckenneubauten wurden seitens der USA unterstützt. Dazu zählt die Verlängerung der Nordostbahn, die Bahnstrecke Nakhon Ratchasima–Nong Khai, die im Krieg bis Udon Thani vorangetrieben worden war, und 1958 bis zum Mekong verlängert wurde. Weiter zählt dazu eine Parallelstrecke zur Nordostbahn, die Bahnstrecke Kaeng Khoi Junction–Bua Yai Junction, die dazu dient, den Knotenpunkt Nakhon Rachasima zu entlasten.
Mit dem State Railway of Thailand Act (BE 2494 von 1951) erhielt die Thailändische Staatsbahn (RTGS: Kan Rot Fai Haeng Prathet Thai; thailändisch การรถไฟแห่งประเทศไทย, englisch State Railway of Thailand, SRT) ihren heutigen Namen, wobei die englischsprachige Transkription zunächst „Thai State Railway“ (TSR) später noch in „State Railway of Thailand“ (SRT) geändert wurde.
Eine weitere Reihe von Neubaustrecken wurde in den 1980er und 1990er Jahren errichtet. Diese dienten dazu, die neuen Hochseehäfen an der Ostküste des Golfs von Thailand, Laem Chabang und Map Ta Phut an das Bahnnetz anzuschließen. Dies sind die Bahnstrecke Chachoengsao Junction–Sattahip und deren Verlängerung im Hinterland, die Bahnstrecke Khlong Sip Kao–Kaeng Khoi, die die direkte Verbindung von der Küste zur Nordbahn und Nordostbahn herstellt.
Die letzten Dampflokomotiven wurden 1982 außer Dienst gestellt, am 26. März 1997 die 100-Jahr-Feier der Staatsbahn begangen.
2009 erfolgte schließlich mit der Bahnstrecke Nong Khai–Vientiane der erste Eisenbahnanschluss nach Laos.
Als neuer Hauptbahnhof für Bangkok wurde der Krung Thep Aphiwat Central Terminal 2021 teileröffnet und am 19. Januar 2023 endgültig in Betrieb genommen.
2023 wurde mit dem Bau der zweigleisigen Bahnstrecke Den Chai–Chiang Rai begonnen, die in Den Chai von der Nordbahn abzweigt.